# Solana del Pino (kommun)
Solana del Pino är en kommun i Spanien.   Den ligger i provinsen Provincia de Ciudad Real och regionen Kastilien-La Mancha, i den centrala delen av landet, 220 km söder om huvudstaden Madrid. Antalet invånare är 405.